# Черняково (Тотемский район)
Черняково — деревня в Тотемском районе Вологодской области.
Входит в состав Пятовского сельского поселения, с точки зрения административно-территориального деления — в Пятовский сельсовет.
Расположена на левом берегу реки Сухона. Расстояние по автодороге до районного центра Тотьмы — 2 км, до центра муниципального образования деревни Пятовская — 3 км. Ближайшие населённые пункты — Тотьма, Княжая, Мясокомбината, Текстильщики.
По переписи 2002 года население — 328 человек (150 мужчин, 178 женщин). Преобладающая национальность — русские (98 %).
Рядом с деревней на левом берегу Черняковского ручья располагался ныне утраченный памятник архитектуры федерального значения — средневековый могильник Круглецкий. Статус установлен постановлением Совета Министров РСФСР № 1327 от 30.08.1960.